# Juan Antonio Sánchez
Juan Antonio Sánchez Dittborn (*Berlín, 7 de septiembre de 1965), más conocido en la escena musical chilena como Chicoria, es un guitarrista y compositor chileno nacido en Alemania dedicado principalmente a la fusión latinoamericana y el desarrollo del folklore desde técnicas de la música clásica. Además es considerado como uno de los compositores chilenos más importantes para guitarra en la actualidad.
Estudió composición y guitarra clásica en el Conservatorio Nacional de Música de Chile con el maestro Oscar Ohlsen. Anteriormente se vio fuertemente influenciado desde Argentina, donde vivió por motivo del exilio a partir de la dictadura, por la Nueva Canción Chilena y la Nueva Trova Cubana. En 1981 regresó a Chile siendo un adolescente y tuvo por fin contacto musical con chilenos jóvenes como Ángel Parra y Javiera Parra.
Entre 1993 y 1996 forma el trío de cámara y música popular Terra Nova. En 1997 fue miembro fundador de su segundo conjunto esencial Entrama, una de las banderas de la nueva música de fusión latinoamericana, donde realizó grandes composiciones. También fundó Sagaré Trío en 2012.
Ha tocado con grandes de la música chilena como Patricio Manns, Francesca Ancarola, Magdalena Matthey y Antonio Restucci, siendo este último una gran influencia en su trabajo.

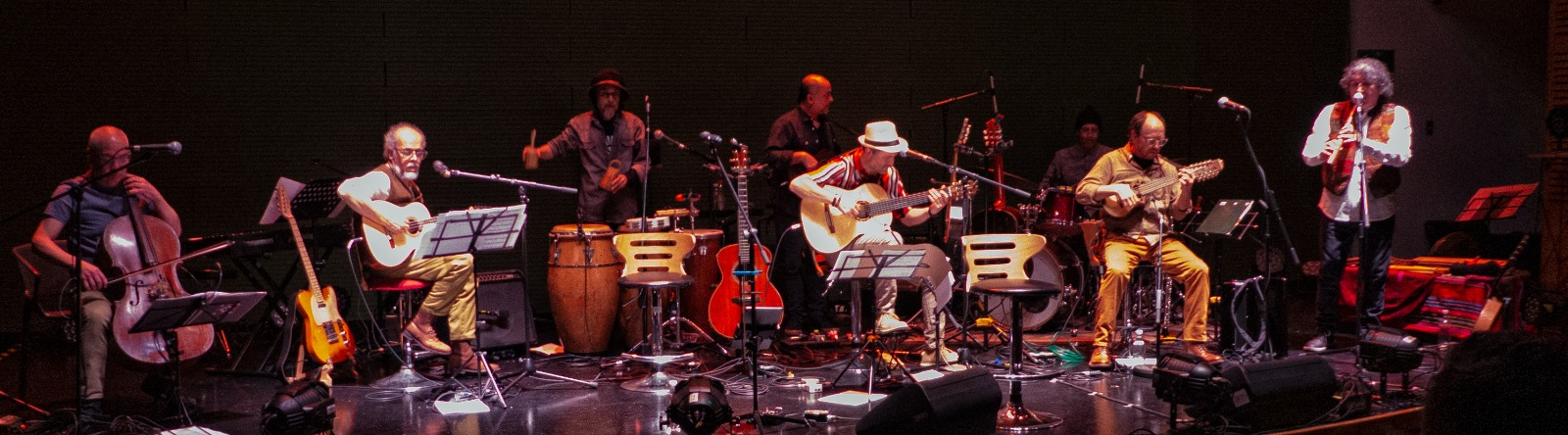
Junto al grupo Entrama en la sala SCD Plaza Egaña en 2024. (el segundo de derecha a izquierda)

## Discografía
Solista
- Local 47 (2000 - Autoedición)
- Soyobré (2003 - Fondart)
- Tercer Tiempo (2012)
- Viajes para Guitarra (2012)
- Sagaré Trío (2012)
- Purreira (2014)
- Chiloética (2016)
- Intibus Trío (2024)
- Caleta de canciones (2024)

Con Entrama
- Entrama (1998 - Mundovivo)
- Centro (2001 - Producción Independiente)
- El fuego de la memoria Vol. I (2022)
- El fuego de la memoria Vol. II (2022)